# Fool
"Fool" er en komposition fra 1969 af Carl Sigman og James Last og blev indspillet af Wayne Newton i 1969.

## Elvis Presleys indspilning
Den 28. marts 1972 var Elvis Presley i studie C hos RCA i Hollywood. Her indspillede han "Fool", som blev udsendt på en single med "Steamroller Blues" (komposition af James Taylor) på den anden side.
I 1973 var "Fool" med på LP'en Elvis. Dette var Presleys anden LP med titlen Elvis, så efterhånden er 1973-versionen bedst kendt som The Fool, netop opkaldt efter denne indspilning. For at gøre forvirringen total har Elvis Presley indspillet en sang, der netop hedder "The Fool". Dette er en komposition af Naomi Ford og har altså intet med førnævnte LP at gøre.